# Andrés Mehring
Andrés Augusto Mehring (Franck, 19 aprile 1994) è un calciatore argentino, portiere del Santa Fe.

## Carriera

### Club
Cresciuto nelle giovanili del Colón (SF), fa il suo esordio da professionista il 12 luglio 2015 disputando da titolare il match pareggiato 0-0 contro il Nueva Chicago.
Nel mercato estivo del 2016 viene ceduto a titolo definitivo al Guillermo Brown.

### Nazionale
Con la nazionale Under-20 argentina ha preso parte al campionato sudamericano 2013.

## Palmarès

### Club

#### Competizioni nazionali
- Supercoppa uruguaiana: 1

Liverpool Montevideo: 2020